# Heinrich Dove
Heinrich Wilhelm Dove, född 6 oktober 1803 i Liegnitz, död 4 april 1879 i Berlin, var en tysk meteorolog och fysiker, på sin tid Europas främste meteorolog. Han var far till Richard Wilhelm och Alfred Wilhelm Dove.
Dove utnämndes 1829 till professor i fysik vid universitetet i Berlin (han var förut professor i Königsberg) och blev 1837 medlem av Vetenskapsakademien där. Han tilldelades Copleymedaljen 1853.
Den av Dove uppfunna och efter honom benämnda Doves vindvridningslag hade en period stor betydelse inom meteorologin. I ett land som Tyskland, där lufttryckets ändringar och de i samband därmed stående lågtrycken i regel fortskrider norr om landet från väster åt öster, vrider sig vinden i följd av dessa lufttrycksändringar från öster genom söder, väster och norr. Denna vindvridning trodde sig Dove omkring 1840 kunna förklara med en teori om ekvatorial- och polarströmmar, vilken emellertid enligt senare visade sig vara felaktig.
Många av hans skrifter publicerades i den berlinska Vetenskapsakademiens handlingar och i Johann Christian Poggendorffs annaler. De viktigaste av hans arbeten i fysik behandlar lagarna för inducerade elektriska strömmar, åtskilliga till ljusets polarisation hörande fenomen och fasta kroppars färger samt akustiska företeelser. Av hans meteorologiska arbeten kan särskilt nämnas Meteorologische Untersuchungen (1837) och Verbreitung der Wärme auf der Oberfläche der Erde (1852).